# Bezledy

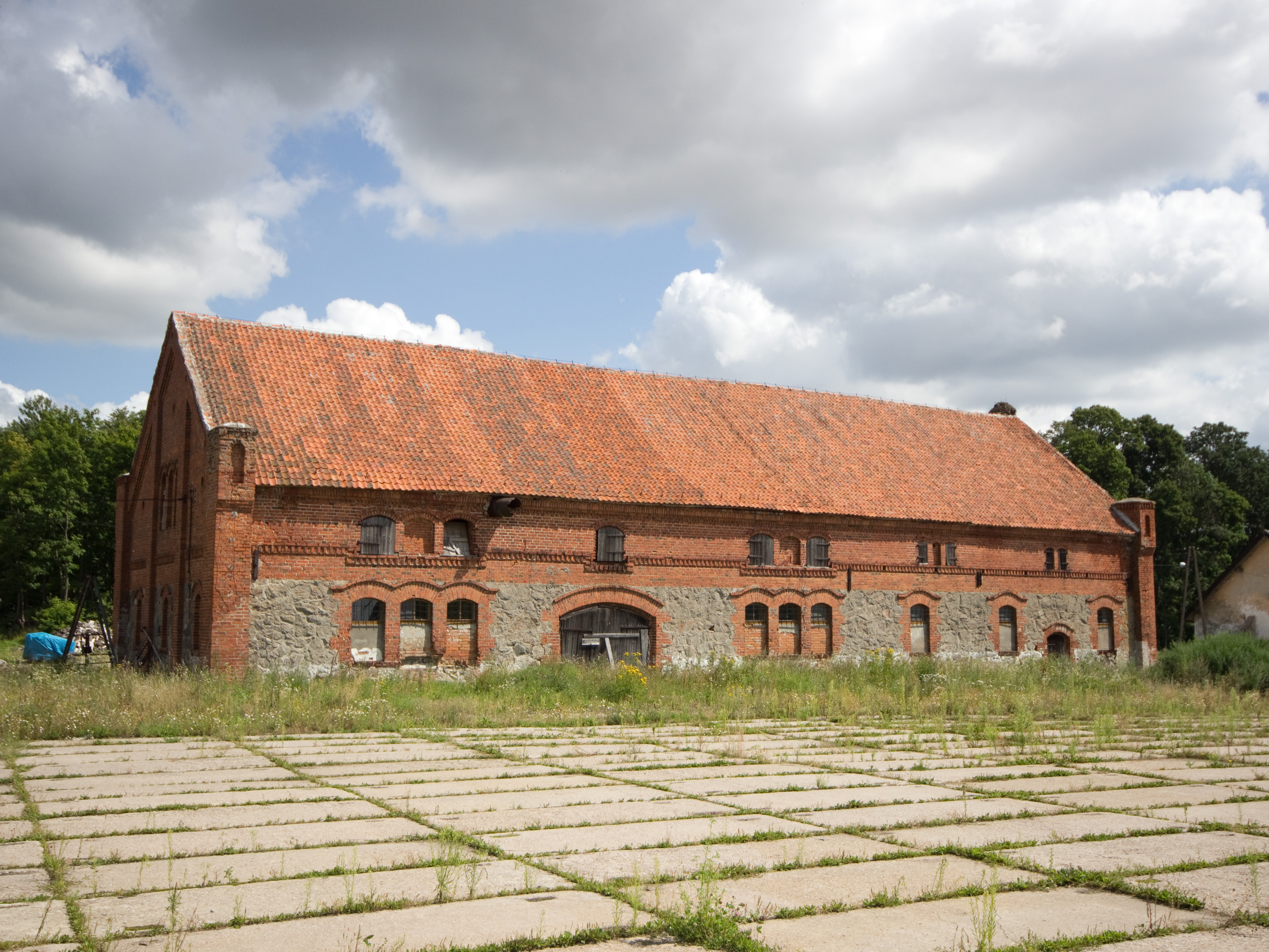
Haus in Bezledy (2012)

Bezledy (deutsch Beisleiden) ist ein Dorf im Norden der polnischen Woiwodschaft Ermland-Masuren, das zur Landgemeinde Bartoszyce im Powiat Bartoszycki (Bartenstein) gehört.

## Geographische Lage
Bezledy liegt an der polnischen Landesstraße 51 (ehemalige deutsche Reichsstraße 128: Cranz (Selenogradsk) – Königsberg (Preußen) (Kaliningrad) – Bartenstein (Bartoszyce) – Ortelsburg (Szczytno) – Neuhof (Bugmünde) (Nowy Dwór Mazowiecki)) und ist Grenzstation an der Übergangsstelle zur russischen Fernstraße A 27A-017 (ex A195) bzw. 27A-003 (Umfahrung Bagrationowsk) in der Oblast Kaliningrad (Königsberger Gebiet) bei Bagrationowsk (Preußisch Eylau).
Der frühere Bahnanschluss an die Ostpreußische Südbahn (Königsberg (Preußen) (Kaliningrad) – Rastenburg (Kętrzyn) – Lyck (Ełk) – Prostken (Prostki)) mit Halt im Nachbarort  Glommen (Głomno) besteht heute nicht mehr.
Das früher Beisleide genannte Flüsschen entspringt südlich von Bezledy und mündet nach 40 Kilometern in Russland bei Newskoje (Невское, bis 1945 Groß Lauth, vor 1934 Lawdt) in den Frisching (Prochladnaja).

## Geschichte

### Ortsgeschichte
Das einstmals prußische Dorf Beisleiden findet seine urkundliche Ersterwähnung im Jahre 1338. Gleichwohl war die gesamte Region bereits seit der Bronzezeit besiedelt, was durch vorgeschichtliche Funde dokumentiert ist. Neben dem ehemaligen Beisleidener Vorwerk in Groß Wolla (1938 bis 1945: Großwallhof, heute polnisch: Wola) befinden sich auf dem Schlossberg Überreste einer prußischen Wehranlage.
Die Siedlung Beisleiden bestand aus mehreren Freigütern mit Besitzern wie Johannes Pomeneyn und Johann Kracht oder Nadraue und Tolmigk. Auch ein Heinrich von Biseleyden findet Erwähnung. Um 1400 gehört das aus den Freigütern gebildete kölmische Gut einem Philipp von Beisleiden, der dem Ort den Namen gab. Er war ein erbitterter Gegner des Deutschen Ordens.
Im 17. und 18. Jahrhundert wechselten die Eigentümer des Gutes mehrfach. Im Jahre 1801 kauft der Generallandschaftsrat Ludwig von Oldenburg (1778–1843), später erster Landrat des Kreises Preußisch Eylau, den Besitz. In seiner Familie blieb er dann bis 1945. Die Familie von Oldenburg gehörte zum bremischen Uradel, wanderte 1262 nach Mecklenburg ein und kam von dort im 18. Jahrhundert nach Ostpreußen.
Beisleiden war der Namensgeber eines preußischen Amtsbezirks im Kreis Preußisch Eylau im Regierungsbezirk Königsberg der preußischen Provinz Ostpreußen und bildete bis 1928 den Gutsbezirk Beisleiden. 1928 wurde der Gutsbezirk Beisleiden in die Gemeinde Legden eingegliedert.
Bis 1945 war Beisleiden Schulort. Zuständiges Amtsgericht war das in Bartenstein. Im Jahre 1910 wurden 573 Einwohner gezählt. Heute sind es 470, und das Dorf trägt den polnischen Namen Bezledy und gehört mit 110 anderen Orten zur Landgemeinde Bartoszyce im Powiat Bartoszycki in der Woiwodschaft Ermland-Masuren (1975–1998 Woiwodschaft Olsztyn). Das Gutshaus aus dem 17./18. Jahrhundert steht heute nicht mehr.

### Amtsbezirk Beisleiden (1874–1945)
Am 7. Mai 1874 wurde der Amtsbezirk Beisleiden im ostpreußischen Kreis Preußisch Eylau gebildet. Ihm waren zugeordnet:
| Deutscher Name                     | Polnischer Name        | Anmerkungen                                                          |
| ---------------------------------- | ---------------------- | -------------------------------------------------------------------- |
| Beisleiden                         | Bezledy                | 1928 nach Legden eingemeindet                                        |
| Glommen nur: Vorwerk Stilgen       | Głomno nur: Styligi    | 1878 nach Beisleiden eingegliedert                                   |
| Kissitten                          | Kisity                 | Gut Kromargen 1928 nach Kromargen, der Rest nach Legden eingemeindet |
| Klein Wolla 1938–1945 Kleinwallhof | Wólka                  | 1928 nach Legden eingemeindet                                        |
| Kromargen                          | Kromarki               |                                                                      |
| Legden (b. Pr. Eylau)              | Lejdy                  |                                                                      |
| Mollwitten                         | Molwity                |                                                                      |
| Schonklitten                       | Wysieka                | 1922 in den Amtsbezirk Borken umgegliedert                           |
| Waldetablissement                  |                        |                                                                      |
| Zohlen ab 1928: Zohlen-Perscheln   | Solno [Solno-Piersele] |                                                                      |

### Grenzübergang Bezledy (PL)/Bagrationowsk (RUS)

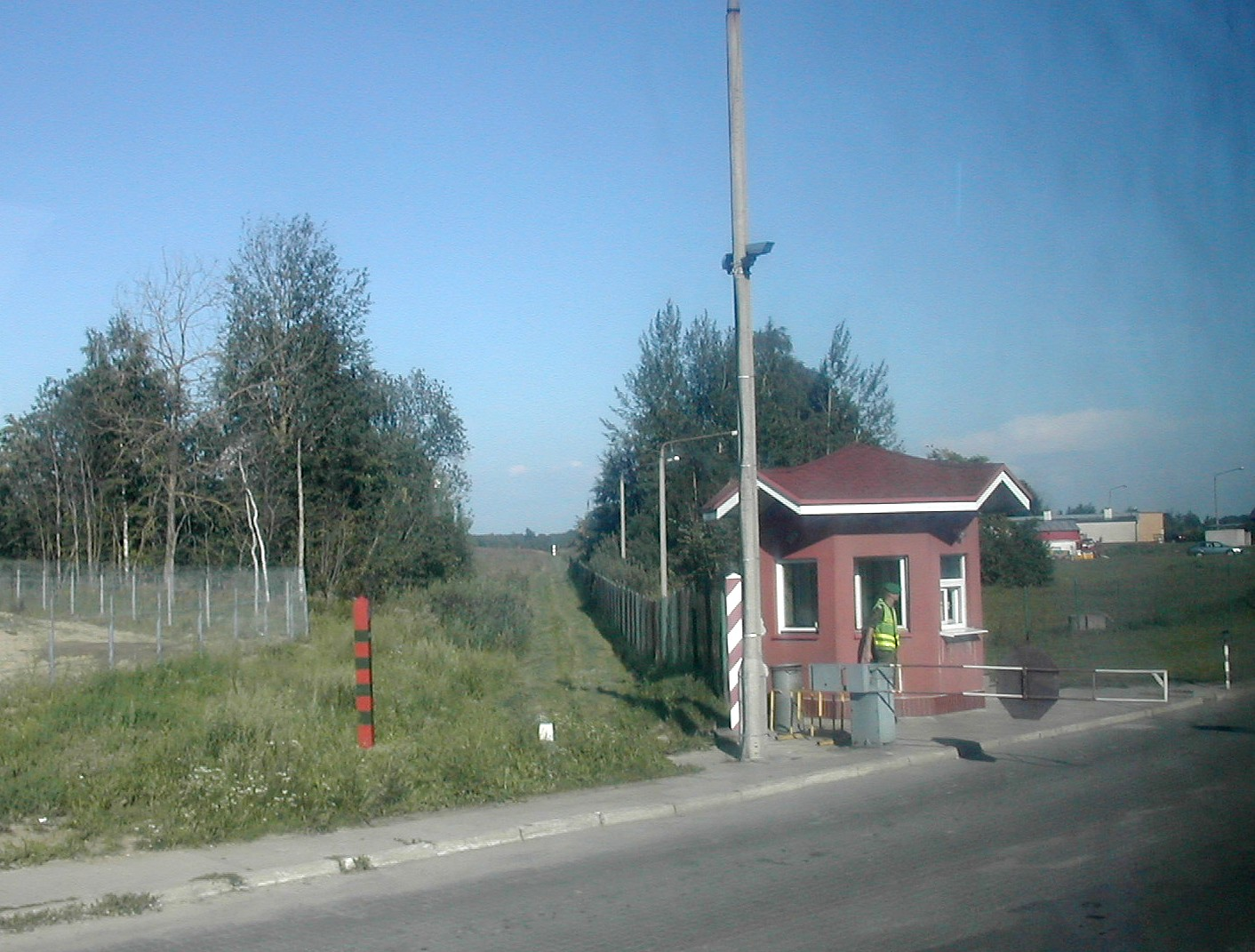
Grenzübergangsstelle Bezledy/Bagrationowsk

Nach 1945 wurde Bezledy Grenzort an der Staatsgrenze Polens zur Exklave Kaliningrad der Sowjetunion. Die frühere Stadt Preußisch Eylau (heute russisch: Bagrationowsk) war der Grenzort der anderen Seite.
Seit 2004 ist die Grenze zur Oblast Kaliningrad der Russischen Föderation zugleich Außengrenze der Europäischen Union. Mit Bezledy/Bagrationowsk gibt es heute vier polnisch-russische Grenzübergänge.
An der Grenze bei Bezledy endet die polnische Landesstraße 51, die von der Woiwodschaftshauptstadt Olsztyn (Allenstein) über Lidzbark Warmiński (Heilsberg) und Bartoszyce (Bartenstein) nach hier führt. Auf russische Seite übernimmt die Regionalstraße 27A-018 den Verkehr und führt ihn entweder zur 27a-003 zwecks Umfahrung der Stadt Bagrationowsk oder aber zur 27A-017 (ex A195), die durch Bagrationowsk bis zur Stadt Kaliningrad (Königsberg) verläuft.
Beide Straßen benutzen dabei die Trasse der früheren deutschen Reichsstraße 128, die ab Flammberg (polnisch Opaleniec) das gesamte Gebiet Ostpreußen durchzog und erst an der Ostsee-Küste bei Cranz (russisch Selenogradsk) endete.
Im Grenzverkehr zwischen Polen und Russland gibt es immer wieder unterschiedliche Regelungen, die auch die jeweilige politische Situation berücksichtigen.

## Religionen

### Christentum

#### Evangelisch
Die vor 1945 überwiegend evangelischen Einwohner von Beisleiden gehörten zum zehn Kilometer entfernten Kirchspiel-Pfarrort Preußisch Eylau (heute russisch: Bagrationowsk), das Sitz eines eigenen Kirchenkreises (ursprünglich Inspektion Bartenstein) innerhalb der Kirchenprovinz Ostpreußen der Evangelischen Kirche der Altpreußischen Union war. Im 19. Jahrhundert wurde in Beisleiden eine kleine Kapelle errichtet. Die letzten deutschen Geistlichen bis 1945 waren die Pfarrer Karl Wilhelm Heinrich Müller und Martin Braun in Preußisch Eylau. Heute besteht der Bezug zur Kirche in Bartoszyce, die der Pfarrei der Johanneskirche in Kętrzyn (Rastenburg) in der Diözese Masuren der Evangelisch-Augsburgischen Kirche in Polen untersteht.

#### Römisch-katholisch
Bis 1945 Preußisch Eylau der Pfarrort für die zahlenmäßig nur wenigen Katholiken in Beisleiden. Heute allerdings leben überwiegend römisch-katholische Kirchenglieder in Bezledy. Die Kapelle trägt jetzt den Namen „St. Maximilian Kolbe“. Der Ort ist Pfarrsitz und gehört zum Dekanat Bartoszyce (Bartenstein) im Erzbistum Ermland.

## Persönlichkeiten
- Botho von Oldenburg (* 15. Dezember 1814 in Beisleiden), Großagrarier und Politiker († 1888)
- Elard von Oldenburg-Januschau (* 20. März 1855 in Beisleiden), Großagrarier, Lobbyist und Reichstagsabgeordneter († 1937)